# Kanimbele, Bangarapet
Kanimbele là một làng thuộc tehsil Bangarapet, huyện Kolar, bang Karnataka, Ấn Độ.